# Savigneux, Loire
Savigneux là một xã trong tỉnh Loire miền trung nước Pháp.